# 삽교천
삽교천(揷橋川)은 충청남도 홍성군 장곡면 오서산에서 발원하여 북류해서 황해 유역의 아산만으로 흘러드는 국가하천이다. 총 길이는 58.6 km, 전체 수계 유역면적은 1,649 km2이다. 유역형상은 평행형 유역이다. 넓은 평야와 간석지를 자랑하고 있으면서도 정상적으로 농업용수를 확보하지 못하여 한수해(旱水害)를 자주 겪어온 이 지역의 유일한 수원인 삽교천에 방조제가 건설되면서 거대한 인공호수가 조성되면서 농업용수 확보에 용이해졌다. 삽교천 유역에는 덕산도립공원, 덕산온천, 도고온천, 예당저수지, 삽교방조제, 삽교호 등의 관광 자원 및 수력 자원이 풍부하며 이 일대에 광활하게 산재해있는 예당평야의 논에서 매년 벼농사를 재배하여 수확하는 쌀로 식량 자원도 풍부하다. 또한 삽교천 하구에 삽교방조제가 1979년 10월 26일 준공되면서 삽교천 방조제를 통해 육로로 연결되면서 지역의 도로교통 발전에 기여하였다. 삽교천 방조제 주변에는 삽교호 함상공원이, 삽교천의 지류이자 중간에 삽교천 본류로 합류하는 무한천 중류의 저수지인 예당호(예당저수지) 일대에 조성된 예당호국민관광지를 비롯한 충청남도의 대표적인 국민 관광지가 조성되었다.